# 망누스 사우그스트루프
망누스 사우그스트루프 옌센(덴마크어: Magnus Saugstrup Jensen, 1996년 7월 12일~)은 덴마크의 핸드볼 선수로 포지션은 피벗이다. 현재 핸드볼 분데스리가의 SC 마그데부르크와 덴마크 핸드볼 국가대표팀 소속으로 활동하고 있다.
그는 덴마크 국가대표 선수로서 2024년 하계 올림픽에서 금메달, 2020년 하계 올림픽에서 은메달을 획득했다. 또한 세계 선수권 대회에서 3회 우승했고 유럽 선수권 대회에서 은메달 1개, 동메달 1개를 획득했다.